# CBDMA3
CBDMA3 è una District Management Area della municipalità distrettuale di Grande Sekhukhune. L'area si trova all'interno della municipalità locale di Greater Marble Hall e il suo territorio ricade all'interno del Schuinsdraai Nature Reserve e si estende su una superficie di 118 km².